# The Monotones
The Monotones sono stati un gruppo musicale doo-wop statunitense. Il loro unico grande successo è Book of Love, uscito nel 1958, ed entrato nella Billboard Top 100.

## Storia
I Monotones si formarono nel 1955 su iniziativa di Charles Howard Patrick, James Patrick, Warren Davis, George Malone, Frankie Smith, John Ryanes, e Warren Ryanes, che risiedevano a Baxter Terrace, a Newark. Poco dopo la loro formazione, James Patrick abbandonò il gruppo. I Monotones fecero i loro primi passi nel mondo della musica eseguendo delle cover di canzoni popolari, e collaborando con il New Hope Baptist Choir, che era diretto da Cissy Houston. Nel corso di una puntata del programma televisivo Amateur Hour di Ted Mack andata in onda nel 1956, il gruppo vinse il primo premio reinterpretando Zoom dei Cadillacs. Nel 1957 Patrick, Davis, e Malone scrissero The Book of Love. La frase in essa contenuta I wonder, wonder, wonder who!, who wrote the book of love ("mi chiedo, mi chiedo, mi chiedo chi! Chi ha scritto il libro dell'amore") è ispirata al jingle wonder where the yellow went ("mi chiedo dov'è finito il giallo") di una pubblicità del dentifricio Pepsodent che Patrick aveva ascoltato alla radio. Book of Love venne registrato dalla band nel settembre del 1957, e pubblicata dalla Mascot tre mesi dopo. Il singolo ebbe grande successo: dal momento che la piccola etichetta non riuscì a far fronte alla popolarità della canzone, essa venne ristampata dalla Argo, una sussidiaria della Chess nel febbraio del 1958. Negli USA Book of Love raggiunse rispettivamente la terza e la quinta posizione delle classifiche R&B e Top 100 di Billboard, si piazzò al quinto posto delle chart australiane, e vendette più di un milione di copie. Gli inglesi Mudlarks fecero anche una cover della canzone che ebbe ottimi riscontri commerciali.
I singoli del 1958 Zombi e The Legend of Sleepy Hollow non ebbero invece successo.
I Monotones si sciolsero nel 1962. In seguito, i membri superstiti fecero alcune sporadiche reunion. John Ryanes morì nel 1972, all'età di 31 anni. Suo fratello Warren morì nel 1982. Nel 1994 i Monotones erano composti da Frankie Smith, George Malone, Carl Foushee, Bernard Ransom, Bernard Brown (morto nel 2009, all'età di 62 anni) e Victor Hartsfield. Frankie Smith mancò nel 2000 e George Malone nel 2007. Patrick decedette nel 2020.

## Formazione

### Membri attuali
- Warren Davis

### Ex membri
- Charles Howard Patrick
- George Malone
- Frankie Smith
- John Ryanes
- Warren Ryanes

## Discografia parziale

### Singoli
- 1957 – Book of Love
- 1958 – Zombi
- 1958 – The Legend of Sleepy Hollow
- 1959 – Tell It to the Judge
- 1959 – Reading the Book of Love
- 1961 – Daddy's Home, But Mamas Gone